# Wilhelm Olejnik
Wilhelm Olejnik (geboren 4. Januar 1888 in Dammratschhammer, Landkreis Oppeln; gestorben 5. Juni 1967 in Gladbeck) war ein sozialdemokratischer Kommunal- und Landespolitiker.

## Leben und Wirken
Olejnik lernte zunächst den Maurerberuf und war in diesem auch bis 1908 tätig. Seither arbeitete er im Bergbau.
Ab 1907 war Olejnik Gewerkschaftsmitglied und ab 1912 gehörte er auch der SPD an. Im Jahr 1919 wurde er Vorsitzender der Sozialistischen Arbeiterjugend in Gladbeck. Ab 1922 war er stellvertretender Vorsitzender des SPD-Ortsvereins und ab 1926 Mitglied im Vorstand des Unterbezirks Recklinghausen. Zwischen 1929 und 1933 war Olejnik Stadtverordneter und Vorsitzender der sozialdemokratischen Fraktion in Gladbeck. Bei den Wahlen am 12. März 1933 wurde er in den Provinziallandtag der Provinz Westfalen gewählt. 
Im Mai 1933 flüchtete er in die Niederlande und kehrte im September des Jahres zurück. Er wurde mehrfach von der Gestapo verhaftet und war 1936 für fünf Monate in sogenannter Schutzhaft. Von Juli 1944 bis November 1944 war Olejnik im Arbeitserziehungslager Lahde inhaftiert.
Von Juni bis Oktober 1946 war er Oberbürgermeister von Gladbeck. Zwischen 1946 und 1948 war Olejnik erneut Stadtverordneter in Gladbeck und Fraktionsvorsitzender. Außerdem war er im Vorstand der SPD in Gladbeck und im Unterbezirk. 
Im Jahr 1946 gehörte Olejnik dem Provinzialrat Westfalen und 1953 bis 1956 der Landschaftsversammlung Westfalen-Lippe an. Außerdem war er 1946 und 1947 Mitglied des ernannten Landtag von Nordrhein-Westfalen. Anschließend war er bis 1962 in den ersten vier Legislaturperioden direkt gewählter Abgeordneter für den Wahlkreis Gladbeck.
In Gladbeck ist eine Straße nach Wilhelm Olejnik benannt.